# チェーザレ・プーニ

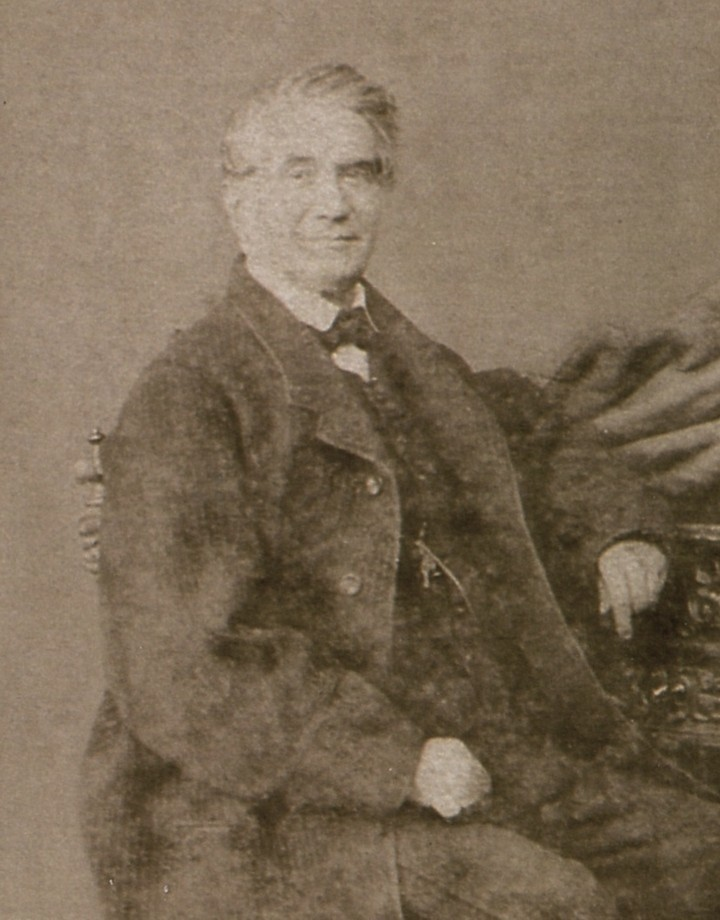
チェーザレ・プーニ、1867年

チェーザレ・プーニ（Cesare Pugni、1802年5月31日 - 1870年1月14日、チェザーレ・プーニとも）は、イタリアの作曲家である。生涯で300曲以上のバレエ音楽を作曲したことで名を残している。
プーニは現在ではバレエ音楽の作曲家として知られているが、キャリアの初期にはオペラや交響曲などの作曲も手がけていた。またヴァイオリンの名手でもあり、7歳の時にはすでに交響曲を作曲している。
ジュール・ペロー、アルテュール・サン＝レオン、マリウス・プティパら振付家の求めに応じてバレエ音楽を作曲し、現在でも『エスメラルダ』（La Esmeralda、1844年）、『パ・ド・カトル』（1845年）などがよく知られている。

## 来歴
1802年に、ジェノヴァで時計商の息子として生まれた。
ミラノ音楽院で音楽の教育を受け、作曲をボニファツィオ・アジオーリ（Bonifazio Asioli、1769年 - 1832年） 、ヴァイオリンをアレッサンドロ・ロッラ（Alessandro Rolla、1757年 - 1841年）、作曲技法をカルロ・エヴァシオ・ソリーヴァ（Carlo Evasio Soliva、1791年 - 1853年）に学んだ。
プーニはまだ学生だった時期にいくつかのバレエ曲の小品をスカラ座などのために作曲する機会を与えられている。1822年に持病を理由として音楽院を去ったが、真実のところはスカラ座の経営陣が彼の雇用を強く希望したからであった。
スカラ座で『カニルワースの城』（Il Castello di Kenilworth、1825年初演）、『エレルスとズルミダ』（Elerz e Zulmida、1826年初演）などを作曲し、1834年にスカラ座を離れてパリへ赴いた。妻子を抱えていたプーニは、パリで貧困生活を送ったが、有名なバレエの振付家ジュール・ペローと知り合い、後には彼の作品のために沢山の作曲をすることになった。
1843年、ロンドンのハー・マジェスティーズ劇場付のバレエ作曲家の座を得たプーニは、ペロー振付の『エスメラルダ』（1844年）『パ・ド・カトル』（1845年）などを作曲している。
1851年には、ペローとともにサンクトペテルブルクに招かれ、マリインスキー劇場付のバレエ作曲家となった。1859年にペローが職を辞して帰国した後も同地に留まり、1870年に病死するまでその地位を務めた。遺骸はサンクトペテルブルクのカトリック墓地に埋葬された。

## エピソード
- プーニの速筆ぶりを表す有名なエピソードがある。ペローに指示された曲をプーニが書き上げて演奏すると、ペローはその出来栄えに満足しない。それを見ると、プーニはすかさず先ほどの曲の楽譜の裏に書き込んだ別の曲を演奏してみせた。ペローはその曲に満足して稽古を始めたという。

## 主な作品
生涯で300作以上のバレエ曲を作曲した彼は、バレエ音楽以外のジャンルでも多岐に渡って作品を残している。

### バレエ作品
ミラノ・スカラ座
- 『カニルワースの城』（1825年）
- 『エレルスとズルミダ』（1826年）
- 『アデライード・ド・フランス』（1829年）
- 『マクベス』（1830年）

ロンドン：ハー・マジェスティーズ劇場
- 『エスメラルダ』（1844年）
- 『ラ・ヴィヴァンディエール』（1844年）
- 『パ・ド・カトル』（1845年）
- 『カタリナ、または盗賊の娘（英語版））』（Catarina or La Fille du Bandit、1846年）

サンクトペテルブルク：マリインスキー劇場
- 『アルミーダ』（1855年）
- 『摂政下の結婚』（1858年）
- 『青いダリア』（1860年）
- 『ファラオの娘（英語版）』（1862年）
- 『カンドール王（英語版）』（Tsar Kandavl or Le Roi Candaule、1868年）
- 『2つの星』（1869年）

その他の劇場
- 『ノルウェーのフォルジュ』（1826年）
- 『Liacone』（1836年）
- 『大理石の娘（フランス語版）』（La Fille de marbre、パリ・オペラ座、1848年）
- 『悪魔のヴァイオリン（フランス語版）』（Le Violon du diable、パリ・オペラ座、1849年）
- 『せむしの仔馬（英語版）』（Le Petit Cheval bossu、1864年）

### その他の作品
交響曲
- 『第1番』（1809年、7歳のときの作品）など

室内楽
- 『Divertimento per solitario violino 』（1820年）など

宗教曲
- 『Mass for two tenors and one bass, with violin, English horn, three violas, two cellos, and one double bass』（1827年）など

オペラ
- 『Il Disertore svizzero, ossia La Nostalgia』（1831年）など